# Herrmannsdorfer Landwerkstätten
Die Herrmannsdorfer Landwerkstätten sind ein 1986 gegründetes ökologisches Unternehmen für Ackerbau und Viehzucht sowie Herstellung und Vermarktung von frischen Lebensmitteln. Der Name ergibt sich aus der Ansiedlung auf dem ehemaligen Gutshof Herrmannsdorf, heute ein Ortsteil von Glonn in Oberbayern. Der Betrieb ist Mitglied im Biokreis-Verband und arbeitet nach dessen Richtlinien.

## Ziele

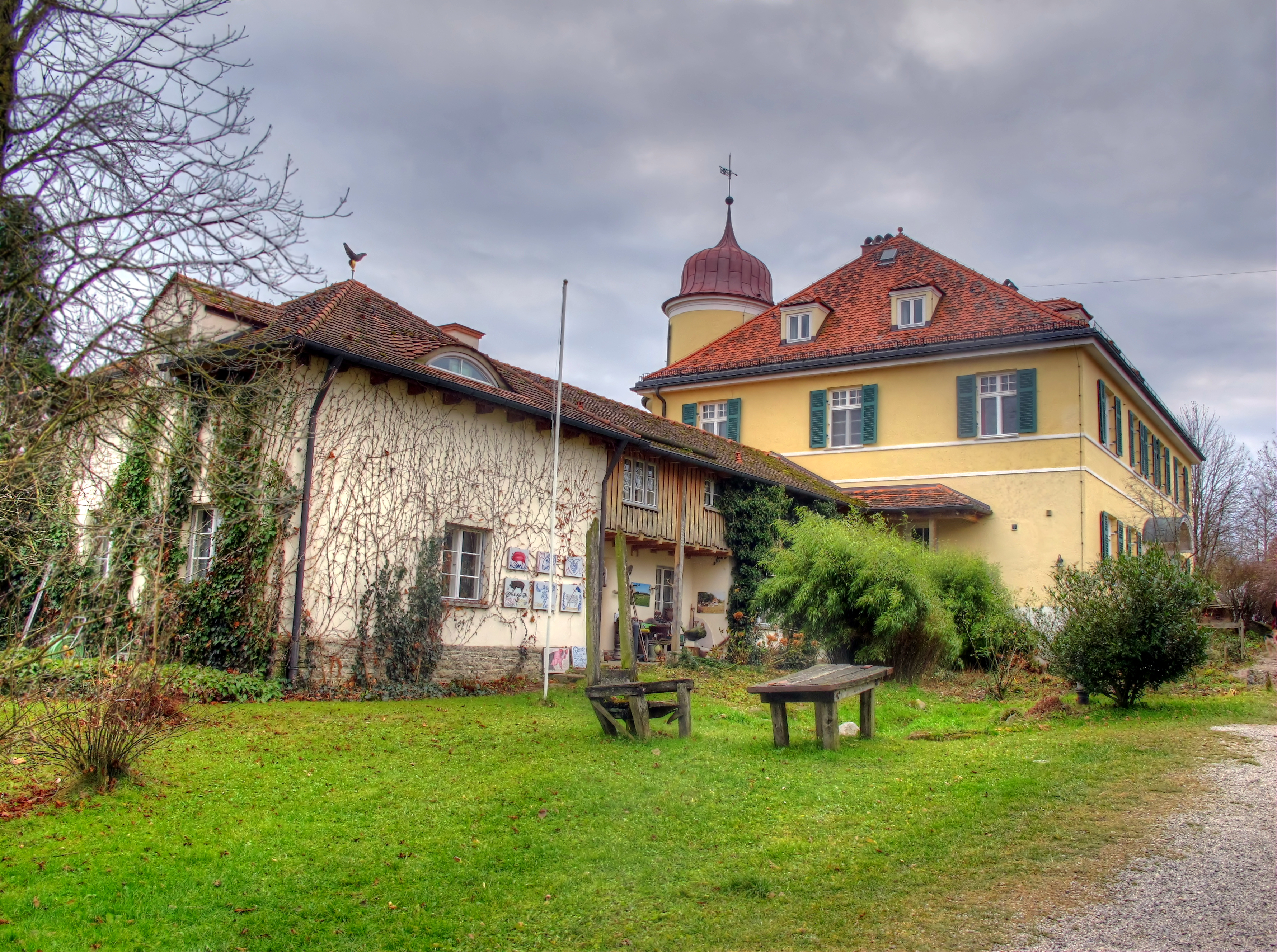
Villa mit Nebengebäude im Südteil der Landwerkstätten

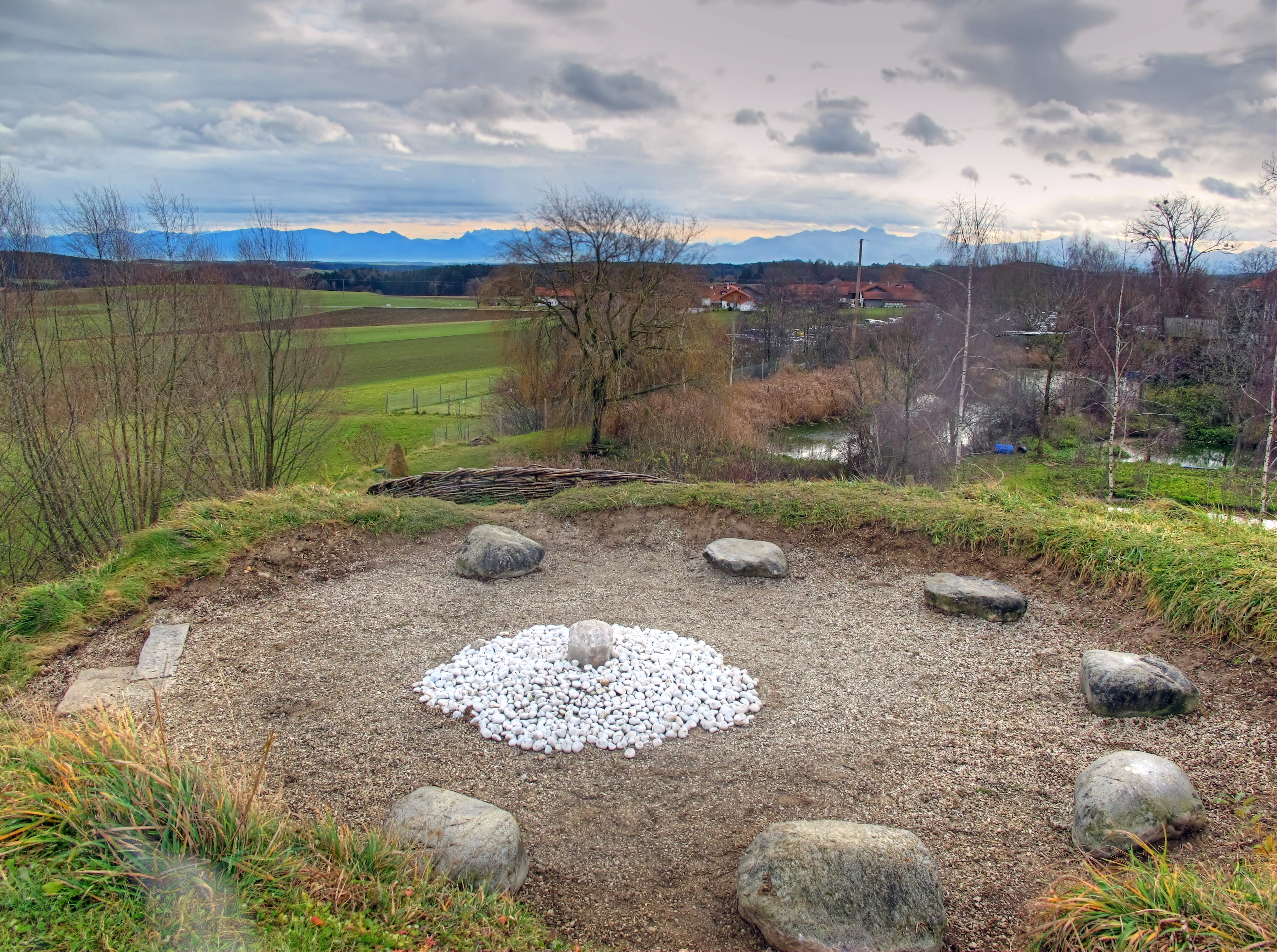
Steinkreis im Labyrinth-Hügel auf dem Gelände der Landwerkstätten

Der Begründer, Karl Ludwig Schweisfurth, war nach eigenen Aussagen mit den Produktionsbedingungen in dem geerbten und durch ihn geführten Fleisch- und Wurstwarenhersteller Herta-Wurst unzufrieden. Dazu sollen auch kritische Fragen seiner Kinder beigetragen haben. Das Unternehmen war ihm „zu groß geworden, um eine sinnvolle ökologische und seinem Qualitätsanspruch gemäße Versorgung zu ermöglichen“.
Daher beauftragte er die Studiengruppe für Biologie und Umwelt von Frederic Vester, das Unternehmen, die Branche und ihr Umfeld zu untersuchen und eine Unternehmensstrategie zu entwickeln. Die Studiengruppe entwarf ein Netzwerk aus dezentralen Landwerkstätten, die in enger Zusammenarbeit mit den lokalen Bauern wirtschaften und jenseits der betriebswirtschaftlichen Kenngrößen ökologische Zusammenhänge berücksichtigen. Insbesondere ging es darum, den gewaltigen Aufwand abzuschaffen, „der durch Zwischenlagerung, Zwischenkühlung, Konservierung, Verpackung und Transport einen Keil zwischen Erzeuger und Verbraucher geschoben hatte und so […] die Qualität vermindert und die Betriebskosten erhöht hat, ohne eigentlich mit dem Produkt selbst primär etwas zu tun zu haben“.
Für die Landwerkstätten wurde eine Synthese von landwirtschaftlicher Erzeugung von Pflanzen und Tieren, der Lebensmittelverarbeitung in Bäckerei, Brauerei, Metzgerei und Käserei und der Lebensmittelvermarktung mit eigenen Geschäften entworfen. Wesentliche Faktoren waren ein Einzugsgebiet der Werkstätten beim Einkauf vom Landwirt von 10 km und ein Vertrieb der Lebensmittel im Umkreis von 25 km. Der lokale Rohstoffkreislauf sollte auch für die Erzeuger gelten. Die Produktion sollte handwerkliche Methoden einsetzen, Weiterverarbeitung und Vertrieb so eng gekoppelt werden, dass Konservierung und Zwischenlagerung entfallen. In den Werkstätten soll ein direkter Kontakt zwischen Erzeuger, Handwerker und Kunde möglich sein, der für den Verbraucher einen Bezug zur natürlichen Nahrung und dem Landwirt sinnstiftende Erfolgserlebnisse ermöglicht. Nicht zuletzt müssen die Werkstätten und ihre Vertriebsstrukturen wirtschaftlich erfolgreich sein und dem konventionellen System zeigen, dass sie überlegen sind.
Die Umsetzung dieser Ziele innerhalb von Herta war nicht möglich. Deshalb verkaufte Schweisfurth 1984 das Unternehmen, das seit 1986 zu Nestlé gehört, und gründete als Pilotprojekt die ersten Landwerkstätten in Herrmannsdorf im Einzugsgebiet von München.

## Geschichte
Ein altes bäuerliches Gut in Herrmannsdorf wurde übernommen, restauriert und nach und nach mit den entsprechenden Betrieben ausgebaut.
Im Jahr 2000 wurden moderne Ställe mit ausreichend Auslauf und einem ausgeklügelten Energiekreislauf neu gebaut. Die Abfallstoffe werden automatisch der hofeigenen Biogasanlage zugeführt.
Der Betrieb zählt mit mehr als 200 Mitarbeitern zu den größten Arbeitgebern in der Gemeinde Glonn, zahlreiche Landwirte der Umgebung können als Zulieferer wirtschaftlich überleben, sind aber vertraglich an ökologische Grundlagen gebunden. Geschäftsführer war von 1996 bis April 2018 der Sohn des Gründers, Karl Schweisfurth.
Seit dem 1. Mai 2018 ist Sophie Schweisfurth, Enkelin des Gründers, Geschäftsführerin.
Das Bio-Restaurant „Wirtshaus zum Herrmannsdorfer Schweinsbräu“ ist seit April 2018 verpachtet an Karl Kranawetter, Steirer Eck GmbH.

## Kunst
Der künstlerische Anspruch wird durch zahlreiche in das Hofleben und die umliegenden Weideflächen integrierte Kunstwerke verwirklicht. Regelmäßig veranstaltete Hofmärkte enthalten stets eine künstlerische Komponente, von Jazz-Sessions bis zum Kunstbasar.

## Tochterbetriebe

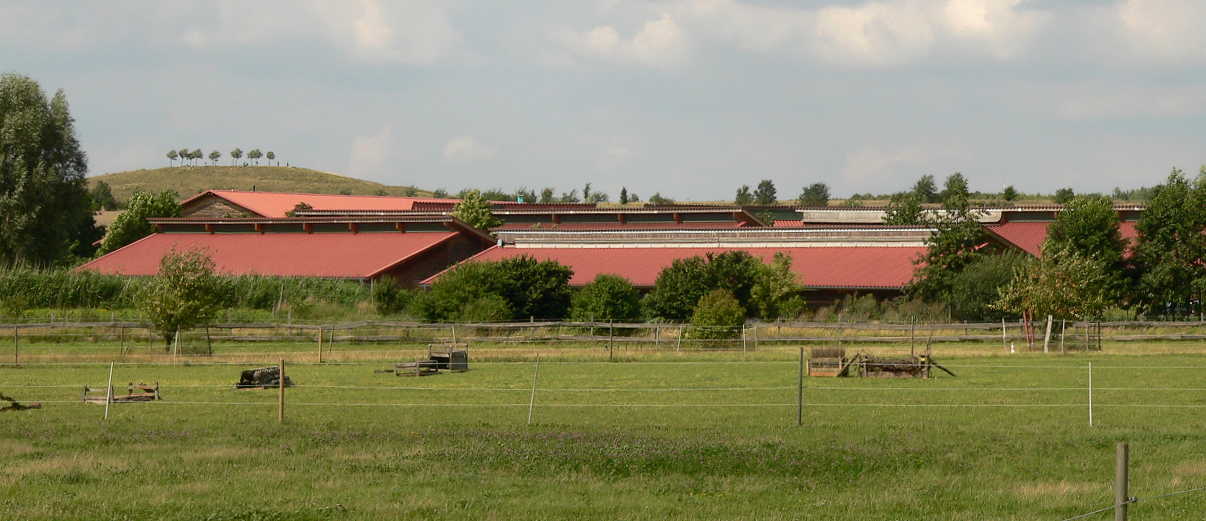
Landwirtschaftliche Anlagen des ehemaligen Modelldorfs in Hannover, dahinter der Kronsberg

Neben dem Hauptstandort in Glonn wurde im November 2006 noch ein weiterer Standort in Kerschlach (Oberbayern) eröffnet.
Zur Weltausstellung Expo 2000 in Hannover wurde nahe dem Ausstellungsgelände am Kronsberg ein Modelldorf mit den Landwerkstätten eröffnet. Obwohl es auch nach der Ausstellung den Betrieb fortsetzen sollte, musste für diesen Unternehmenszweig bald Insolvenz angemeldet werden. Im Jahr 2004 wurden die Einrichtungsgegenstände versteigert.

## Kritik und Kontroversen
2016 wurde Schweisfurth vorgeworfen, seine Betriebe setzten Antibiotika ein, die Haltungsformen der Schweine seien kritisch zu sehen. Schweisfurth begründete den Einsatz der Antibiotika als notwendig, wenn alternative Heilmittel versagten. Der Einsatz entspreche strengen Vorgaben. Die frühere Haltung der Muttersauen in Kastenständen sei eine Folge der Abwägung gewesen, bei der der Schutz der Ferkel im Vordergrund gestanden habe, die so nicht erdrückt werden konnten.